# Слом
Слом је југословенска телевизијска серија, снимљена у продукцији Телевизије Београд 1979. године. Аутори серије били су режисер Сава Мрмак, сценариста Света Лукић, драматург Милош Станисављевић и стручни консултанти Миленко Додер и Душан Вилић.